# زیهوئی
زیهوئی یک لغت‌نامهٔ چینی چهارده جلدی از زمان دودمان مینگ است که سرآغاز نوآوری‌هایی در لغت‌نویسی چینی شد.

## عنوان
«زی» به معنای لغت و «هوئی» به معنای جمع کردن می‌باشد.